# Johann Georg Duvernoy
Johann Georg Duvernoy (auch Johannes Georg Duvernoy; * 1. Juni 1691 in Mömpelgard; † 17. Juni 1759 in Kirchheim unter Teck) war ein aus Württemberg stammender deutscher Anatom, der von 1725 bis 1741 in St. Petersburg wirkte.

## Leben
Duvernoy studierte in Basel und Paris, dort bei dem französischen Botaniker Joseph Pitton de Tournefort, und anschließend an der Universität Tübingen, wo er mit der Arbeit De colenda cito tuto et jucunde Lucina in puerperio promovierte und Professor für Anatomie wurde. Neben seinen Arbeiten zur Anatomie veröffentlichte er in dieser Zeit auch Schriften zur Botanik.
Nach der Gründung der Kaiserlichen Russischen Akademie der Wissenschaften im Jahr 1724 wurden von dem ersten Präsidenten Laurentius Blumentrost namhafte ausländische Wissenschaftler nach St. Petersburg eingeladen. Zu diesen gehörte auf Empfehlung von Georg Bernhard Bilfinger auch Duvernoy. Er reiste nach St. Petersburg und wurde dort im November 1725 zum Professor für Anatomie, Chirurgie und Zoologie an der Akademie berufen. Sein Schüler Josias Weitbrecht folgte ihm nach St. Petersburg. Er wurde Adjunkt an der Akademie und später ebenfalls Professor.
Duvernoy setzte in St. Petersburg seine anatomischen Forschungen fort, hielt Vorlesungen an der Universität und wurde durch seine Vorträge an der Akademie weithin bekannt. Die Ergebnisse seiner wissenschaftlichen Tätigkeit publizierte er in den Commentarii Academiae scientiarum petropolitanae.
Aufgrund von persönlichen Querelen und Schwierigkeiten bei der Finanzierung der Akademietätigkeit reichte er im Mai 1740 einen Antrag auf Entlassung bei der Akademie ein, dem stattgegeben wurde.
1741 beendete er seine Tätigkeit in St. Petersburg und wurde zum Ehrenmitglied der Akademie der Wissenschaften ernannt. Nach seiner Rückkehr nach Deutschland lebte er in Stuttgart und später in Kirchheim unter Teck.